# Bijeljina
Bijeljina (cyr. Бијељина) – miasto w północno-wschodniej Bośni i Hercegowinie, w Republice Serbskiej, siedziba miasta Bijeljina. Leży na północny wschód od Tuzli. Ośrodek handlowo-przemysłowy (przetwórstwo owoców) regionu rolniczego; w pobliżu wydobycie węgla brunatnego. W 2013 roku liczyło 41 121 mieszkańców.
Do 1914 w mieście stacjonował IV batalion C. i K. 20 Pułku Piechoty.
W mieście rozwinął się przemysł cukrowniczy, metalowy oraz obuwniczy.

## Współpraca
Langenhagen
 Kruševac
 Ruse
 Kumanowo